# اندیس حسین نا
حسین نا یک اندیس فلزی است که در حوالی شهر دوزین استان گلستان قرار دارد و مادهٔ معدنی موجود در آن، سرب است. و دیرینگی آن به دوران سن  می‌رسد. 